# فیزوستیگمین
فیزوستیگمین (به انگلیسی: Physostigmine)
رده درمانی: مهارکننده استیل کولین استراز .
اشکال دارویی:
(دیگر نام‌ها:ایسراین، فیزوستیگمینی سالیسیلاس، ایزرین سالیسیلات)

## موارد مصرف
از داروهایی است که در درمان آلزایمر، میاستنی گراویس و آب سیاه استفاده می‌شوند. فیزوستیگمین به عنوان پادزهر یا آنتی دوت مسمومیت با داروهای آنتی کولینرژیک مانند هیوسین و بلادونا نیز به کار می رود.

## مکانیسم اثر
فیزوستیگمین از هیدرولیز استیل کولین به وسیله استیل کولین استراز جلوگیری می‌کند و در نتیجه با افزایش سطح استیل کولین در سیناپس عصبی، انتقال تکان‌های عصبی در محل اتصال عصب – عضله را تسهیل می‌نماید.